# Gagyvendégi
Gagyvendégi is een plaats (község) en gemeente in het Hongaarse comitaat Borsod-Abaúj-Zemplén. Gagyvendégi telt 201 inwoners (2001).